# Retrat de la senyora Mercader, Rosa Farrés Blassi
Retrat de la senyora Mercader, Rosa Farrés Blassi, és una escultura en caoba de l'any 1930 realitzada per l'escultor català Joan Borrell i Nicolau que forma part de la col·lecció de la Fundació Municipal Joan Abelló a Mollet del Vallès.

## Context històric i artístic
→ Llegiu l'article principal sobre Joan Borrell i Nicolau.
La producció de l'escultor Borrell i Nicolau se situa, cronològicament, des de finals del segle xix fins a mitjan segle xx. En el decurs d’aquest lapse temporal, Catalunya fou testimoni del sorgiment del Modernisme, consolidat cap al 1900, i del Noucentisme, que a nivell plàstic cal situar a partir de 1910. L’obra de l'escultor incorpora i reelabora constantment solucions formals i motius propis de les dues tendències, a més de beure d'altres fonts. Si bé és cert que la inspiració modernista fou més notòria durant els inicis de la seva carrera i la noucentista més tardana, aquestes no es poden circumscriure a una etapa concreta.
El retrat fou l’àmbit en el qual aquest escultor aconseguí el màxim reconeixement, a banda de l'estatuària pública; d’aquí que sigui considerat un dels millors retratistes de principis del segle xx. La figura femenina conforma una part molt important en la producció de Joan Borrell, en alguns moments emprada com a recurs expressiu per tal de vehicular ideals i valors, i en d'altres utilitzada per portar a terme una representació més naturalista i narrativa, plasmant els trets de la dona que agafa com a model. Va conrear un cànon femení personal, robust i fort, que s’anava imposant en la seva obra com a símbol dels valors noucentistes i de la civilització mediterrània; les dones que esculpeix Borrell no són delicades sinó fortes, dones catalanes de camp però amb la gràcia dels deus, humils i sàvies que actuen com a punt d’enllaç entre la tradició de tota una terra i la modernitat dels nous temps. Les característiques habituals de les dones representades en les escultures de Borrell son torsos nus, esquenes amples, braços musculosos, llavis molsuts i faccions dures.
Borrell reconeixia i es deixava influir per les idees i l’obra d'Auguste Rodin, del que agafa el concepte del bloc, del devastat, fruit de la reinterpretació del non finito de Miquel Àngel. Son moltes les obres en què Borrell i Nicolau empra aquest recurs, com Retrat de la senyora Mercader (1928 versions en bronze i marbre; 1930 versió en fusta), on l'escultor evidencia la idea de bloc mitjançant els acabats, que permeten intuir quin era el perímetre original del bloc, detall que l'escultor no sols no amagava sinó que potenciava.
En l’actualitat, Joan Borrell i Nicolau és considerat un autor representatiu del Noucentisme, i així es posa de manifest en diverses publicacions. Aquesta categorització afavoreix que la producció de l’autor que no correspon a les premisses noucentistes sigui obviada i, per tant, la visió que ens en fem des de l’actualitat esdevé incompleta i fragmentària. Si bé és cert que una part de l’obra de Borrell s’adscriu als pressupòsits del Noucentisme, la seva trajectòria fou llarga i rica, i incorporà altres registres i paradigmes.

## Descripció
L'obra és un bust en caoba d'una figura femenina que ens representa a la senyora Mercader, Rosa Farrés Blassi, la dona del pintor Jaume Mercader. La representació és d'un marcat caràcter naturalista i es pot apreciar en Rosa Farrés un rostre de gran serenor i classicisme que queda emmarcat amb un cabell de tall curt, treballat amb blens i molt definit. Tots aquests trets naturalistes s’accentuen en l’obra per un treball de contundència escultòrica, amb un tronc robust i una roba amb uns plecs molt precisos i ben definits.

## Exposicions
L'obra Retrat de la senyora Mercader, Rosa Farrés i Blassi, fou exhibida a les següents exposicions:
- La Mirada de l'Artista, Museu Abelló. Mollet del Vallès, 01/03/1999 - 21/01/2007
- L'art modern a la col·lecció Abelló s.XIX-XX, Museu Abelló. Mollet del Vallès, 21/01/2007
- Joan Borrell i Nicolau. Crònica de l'origen, Museu de Montserrat, 21/10/2017 - 25/02/2018
- L'art modern a la col·lecció Abelló s.XIX-XX. Renovació 2018, Museu Abelló. Mollet del Vallès, 20/05/2018